# 江口紘一
江口 紘一（えぐち こういち、1988年4月5日 - ）は、日本の俳優。
兵庫県出身。元ブルーシャトル所属。『ミュージカル テニスの王子様』にてデビュー。ブルーシャトル離籍後の所属事務所は不明。

## 出演

### 舞台
- ミュージカル　テニスの王子様（2006年 - 2009年） - 水野カツオ 役
  - Absolute King 立海 feat.六角 First Service
  - Dream Live 4th
  - Dream Live 4th Extra
  - Absolute King 立海 feat.六角 Second Service
  - The Progressive Match 比嘉 feat.立海
  - Dream Live 5th
  - The Imperial Presence 氷帝 feat. 比嘉
  - The Treasure Match 四天宝寺 feat. 氷帝
  - Dream Live 6th
- BANANA FISH（2009年） - ストリートキッズ 役、他
- 八犬伝（2010年） - 犬川荘助 役
- 贋作、宮本武蔵（2011年）

### ドラマ
- 携帯ドラマ『時を越えたラブレター』 - 川上哲生 役